# Censore
Il censore era, nell'antica Roma, chi esercitava la censura, la magistratura istituita nel 443 a.C. e operante fino al 350 d.C. Inutilizzata nel tardo periodo repubblicano, venne ripristinata da Augusto.

## Istituzione
La magistratura del Censore fu istituita nel 442 a.C. sulla base di una proposta presentata al Senato, per ovviare al problema sempre più pressante, del ritardo con cui venivano tenuti i censimenti, fino ad allora di responsabilità dei consoli.
(Tito Livio, Ab urbe condita, IV, 8)
Primi a ricoprire la carica, ad appannaggio dei patrizi, furono i consoli del 444 a.C., Lucio Papirio Mugillano e Lucio Sempronio Atratino, quasi a risarcimento del fatto che il loro consolato durò meno dell'anno normalmente previsto per la carica.

## La carica

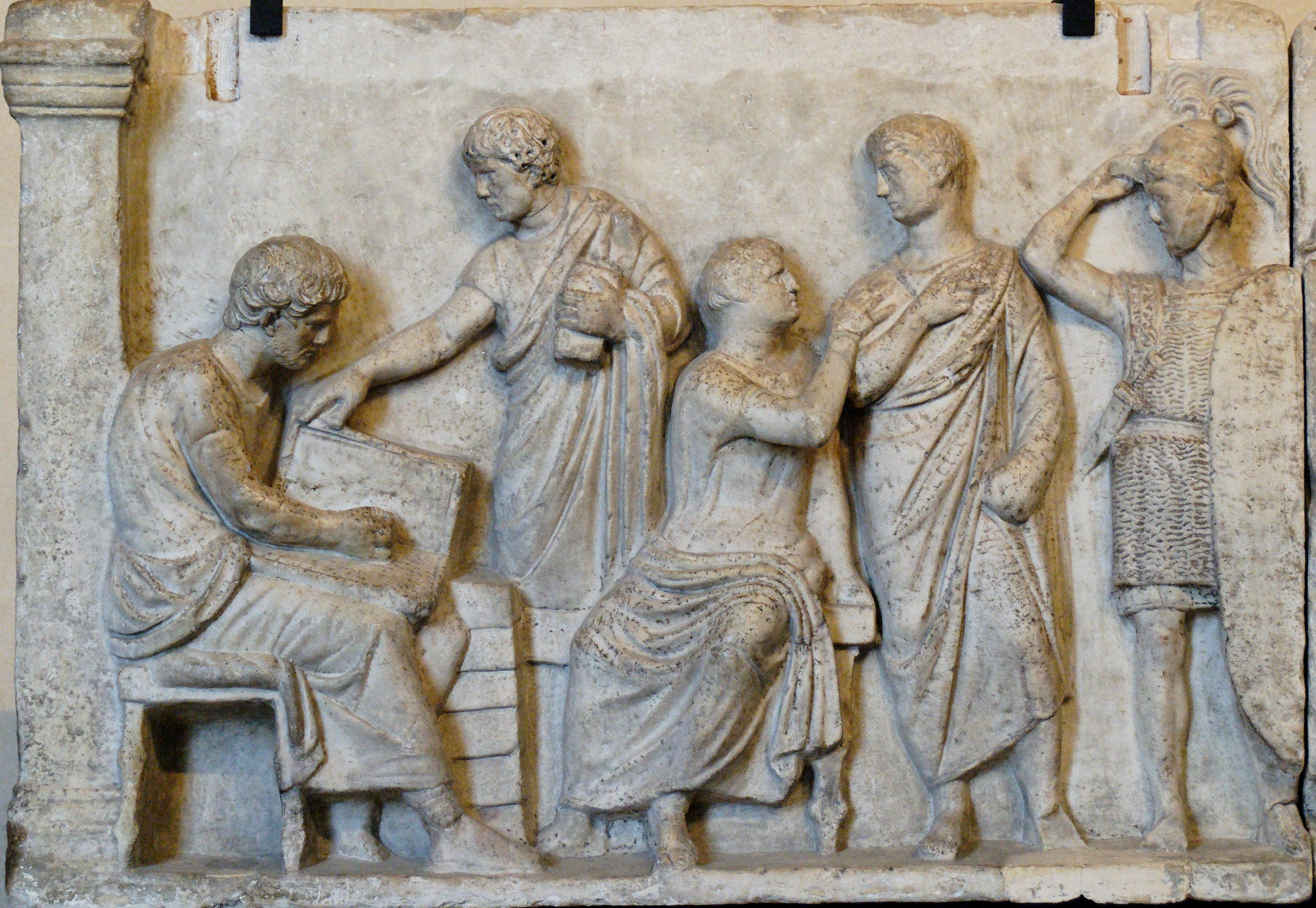
"Fregio del censimento", dall'Ara di Domizio Enobarbo, fine del II secolo a.C., opera marmorea proveniente da Campo Marzio, Roma (Museo del Louvre).

Tale carica, per la quale era richiesta capacità oratoria e rigore morale, in origine poteva essere ricoperta solo dai patrizi, ma dal 339 a.C. le Leges Publiliae stabilirono che uno dei censori dovesse essere di estrazione plebea. A contraddistinguere l'atto della loro elezione era la cosiddetta cerimonia della lustratio, la purificazione della città (il termine lustrum, da allora, designa un periodo di cinque anni, ovvero il lasso di tempo che intercorreva tra un'elezione e la successiva). I censori erano una delle più alte magistrature della Roma antica assieme ai consoli, ai pretori, agli edili e ai tribuni della plebe.
Erano sempre in numero di due, eletti direttamente dai comizi centuriati. All'inizio la durata in carica era di cinque anni, ma già dal 433 a.C., su proposta di Mamerco Emilio Mamercino alla sua seconda dittatura, il periodo fu diminuito in modo da non superare i 18 mesi. L'elezione rimase comunque a cadenza quinquennale. I censori si occupavano principalmente del censimento della popolazione, della cura morum (cioè della sorveglianza sui comportamenti individuali e collettivi) e della lectio senatus. Con il declino e la caduta della Repubblica romana la carica, prima cadde in disuso e poi venne assunta direttamente dagli imperatori, grazie ad Augusto che la ripristinò.
Con la nota censoria si punivano infrazioni nell'ambito della disciplina militare, gli abusi dei magistrati nei loro ruoli, gli eccessi nel lusso, ecc. La nota censoria causava una riprovazione morale che comportava ignominia. Coloro che erano colpiti da tale provvedimento venivano espulsi dall'ordine dei senatori e dei cavalieri e venivano posti in una classe inferiore dell'ordinamento centuriato e potevano anche essere privati dei diritti politici, cioè di voto e di eleggibilità (ius suffragii et honorum).

## Lalectio senatus
Questo compito, divenuto prerogativa dei censori a seguito del plebiscitum Ovinium, era particolarmente importante nella fase repubblicana perché, in pratica, permetteva al censore di decretare i candidati alla carica senatoriale. Spesso il censore faceva un uso politico di tale prerogativa, respingendo per indegnità avversari politici. L'importanza della "lectio senatus" è infatti palesata nell'età augustea, quando il giovane princeps Ottaviano ricoprirà personalmente la carica, al fine di controllare il Senato con propri partigiani.

## Il censimento
Una volta entrati in carica, i censori emanavano un editto in cui si stabilivano in quali giorni i cittadini dovevano recarsi nel Campo Marzio per dichiarare il proprio reddito. Il criterio di censura adottato conobbe due fasi ben distinte: una prima fase era basata sulla quantità di terra coltivabile posseduta oppure sul numero di capi di bestiame. Tale criterio fu in vigore dalle origini di Roma fino alla censura di Appio Claudio Cieco nel 312 a.C. quando si riformò il sistema: unità base del censimento divenne il capitale mobile. Questa riforma fu fondamentale per l'apertura dei Comizi centuriati alle nuove classi sociali in ascesa, che fondavano la propria ricchezza sul commercio e sull'artigianato piuttosto che sull'agricoltura.
| Censo    | Popolazione                                | Guerre         | Crisi economiche                                 | Epidemie     |
| -------- | ------------------------------------------ | -------------- | ------------------------------------------------ | ------------ |
| 508 a.C. | 130.000                                    |                |                                                  |              |
|          |                                            | 505–504 a.C.   |                                                  |              |
| 503 a.C. | 120.000                                    |                |                                                  |              |
|          |                                            | 499 o 496 a.C. |                                                  |              |
| 498 a.C. | 150.700                                    |                |                                                  |              |
| 493 a.C. | 110.000                                    |                |                                                  |              |
|          |                                            | 492–491 a.C.   |                                                  |              |
|          |                                            | 486 a.C.       |                                                  |              |
| 474 a.C. | 103.000                                    | 474 a.C.       | 474 a.C.                                         |              |
| 465 a.C. | 108.714                                    |                |                                                  |              |
|          |                                            |                |                                                  | 463 a.C.     |
| 459 a.C. | 117.319                                    |                |                                                  |              |
|          |                                            | 456 a.C.       |                                                  |              |
|          |                                            | 454 a.C.       |                                                  | 454 a.C.     |
|          |                                            | 440–439 a.C.   |                                                  |              |
|          |                                            | 433 a.C.       |                                                  | 433 a.C.     |
|          |                                            | 428 a.C.       |                                                  | 428 a.C.     |
|          |                                            | 412 a.C.       |                                                  | 412 a.C.     |
|          |                                            |                | 400 a.C.                                         |              |
|          |                                            |                | 396 a.C.                                         |              |
| 392 a.C. | 152.573                                    | 392 a.C.       |                                                  | 392 a.C.     |
| 390 a.C. |                                            | 390 a.C.       |                                                  |              |
|          |                                            |                | 386 a.C.                                         |              |
|          |                                            | 383 a.C.       |                                                  | 383 a.C.     |
|          |                                            |                | 343–341 a.C.                                     |              |
| 340 a.C. | 165.000                                    |                | 340–338 a.C.                                     |              |
|          |                                            |                | 326–304 a.C.                                     |              |
| 323 a.C. | 150.000                                    |                |                                                  |              |
|          |                                            | 299 a.C.       |                                                  |              |
|          |                                            |                | 298–290 a.C.                                     |              |
| 294 a.C. | 262.321                                    |                |                                                  |              |
|          |                                            |                |                                                  | 293/292 a.C. |
| 289 a.C. | 272.000                                    |                |                                                  |              |
|          |                                            |                | 281 a.C.                                         |              |
| 280 a.C. | 287.222                                    |                | 280–275 a.C.                                     |              |
| 276 a.C. | 271.224                                    |                |                                                  | 276 a.C.?    |
| 265 a.C. | 382.234                                    |                |                                                  |              |
|          |                                            |                | 264–241 a.C.                                     |              |
| 252 a.C. | 297.797                                    |                |                                                  |              |
|          |                                            | 250 a.C.       | 250 a.C.                                         |              |
| 247 a.C. | 241.212                                    |                |                                                  |              |
| 241 a.C. | 260.000                                    |                |                                                  |              |
| 234 a.C. | 270.212                                    |                |                                                  |              |
| 230 a.C. | 273.000 (250.000 fanti e 23.000 cavalieri) |                |                                                  |              |
|          |                                            | 216 a.C.       | 216 a.C.                                         |              |
|          |                                            |                | 214 a.C. Marco Atilio Regolo e Publio Furio Filo |              |
|          |                                            | 211–210 a.C.   | 211–210 a.C.                                     |              |
| 209 a.C. | 137.108                                    |                |                                                  |              |
| 204 a.C. | 214.000                                    | 204 a.C.       |                                                  |              |
|          |                                            | 203 a.C.       |                                                  |              |
|          |                                            | 201 a.C.       |                                                  |              |
|          |                                            | 200 a.C.       | 200–195 a.C.                                     |              |
| 194 a.C. | 143.704                                    |                |                                                  |              |
|          |                                            |                | 192–188 a.C.                                     |              |
| 189 a.C. | 258.318                                    |                |                                                  |              |
|          |                                            |                |                                                  | 187 a.C.     |
|          |                                            |                |                                                  | 182–180 a.C. |
| 179 a.C. | 258.294                                    |                |                                                  |              |
|          |                                            |                |                                                  | 176–175 a.C. |
| 174 a.C. | 269.015                                    |                |                                                  |              |
|          |                                            |                | 171–167 a.C.                                     |              |
| 169 a.C. | 312.805                                    |                |                                                  |              |
|          |                                            |                |                                                  | 165 a.C.     |
| 164 a.C. | 337.022                                    |                |                                                  |              |
| 159 a.C. | 328.316                                    |                |                                                  |              |
| 154 a.C. | 324.000                                    |                |                                                  |              |
|          |                                            | 153 a.C.       |                                                  |              |
| 147 a.C. | 322.000                                    |                |                                                  |              |
| 142 a.C. | 328.442                                    |                |                                                  | 142 a.C.     |
|          |                                            | 138 a.C.       |                                                  |              |
| 136 a.C. | 317.933                                    |                |                                                  |              |
| 131 a.C. | 318.823                                    |                |                                                  |              |
| 125 a.C. | 394.736                                    |                |                                                  |              |
|          |                                            | 123 a.C.       |                                                  |              |
| 115 a.C. | 394.336                                    |                |                                                  |              |
|          |                                            | 104 a.C.       |                                                  |              |
|          |                                            |                |                                                  | 87 a.C.      |
| 86 a.C.  | 463.000                                    |                |                                                  |              |
|          |                                            |                | 75 a.C.                                          |              |
| 70 a.C.  | 900.000                                    |                |                                                  |              |
|          |                                            | 67 a.C.        |                                                  |              |
|          |                                            | 65 a.C.        |                                                  |              |
|          |                                            |                | 54 a.C.                                          |              |
|          |                                            |                | 49–46 a.C.                                       |              |
|          |                                            | 43 a.C.        |                                                  |              |
| 28 a.C.  | 4.063.000                                  |                |                                                  |              |
|          |                                            | 23–22 a.C.     | 23–22 a.C.                                       |              |
| 8 a.C.   | 4.233.000                                  |                |                                                  |              |
|          |                                            |                | 5–6 d.C.                                         |              |
|          |                                            |                | 10 d.C.                                          |              |
| 14 d.C.  | 4.937.000                                  |                |                                                  |              |

## Personaggi
Il più famoso tra i censori fu Marco Porcio Catone il vecchio, che - proprio dalla carica - prese il soprannome  di Censor.